# 久宗睦子
久宗 睦子（ひさむね むつこ、1929年1月28日 - 2015年9月10日）は、日本の詩人。

## 来歴
東京都文京区生まれ。台湾高雄市の第一高等女学校卒業。
久宗睦子は1982年に第一詩集『春のうた』を出版して以来、2004年の詩集『絵の町から』まで7冊の詩集と、2012年までの詩業を集成した『新・日本現代詩文庫99　久宗睦子詩集』をもつ詩人である。詩誌「山の樹」や「木々」に同人として参加、1989年には詩誌「馬車」を春木節子等と創刊、現在まで発行を重ね多くの詩人を育てた。詩誌「馬車」は2009年全国詩誌「詩と思想」の同人誌群像の記事として掲載された。
1995年の第10回国民文化祭とちぎでは、栃木県教育委員会委員長賞を詩「水族館」により受賞、2004年の詩集『絵の町から』は日本詩人クラブ賞候補、第12回丸山薫賞候補となった。2005年には詩誌「詩と思想」の全国同人誌評を執筆。日本現代詩人会会員。日本文藝家協会会員。

### 詩集
- 『春のうた』（1982年、山の樹社）
- 『風への伝言』（1990年、近文社。女声合唱曲として音楽之友社より出版）
- 『末那の眸』（1992年、土曜美術社出版販売）
- 『鹿の声』（1994年、本多企画）
- 『薔薇薔薇のフーガ』（1998年、潮流社）
- 『千年ののち』（2001年、本多企画）
- 『絵の町から』（2004年、本多企画）
- 『新・日本現代詩文庫99　久宗睦子詩集』（2012年、土曜美術社出版販売）